# Leyli va Majnoun

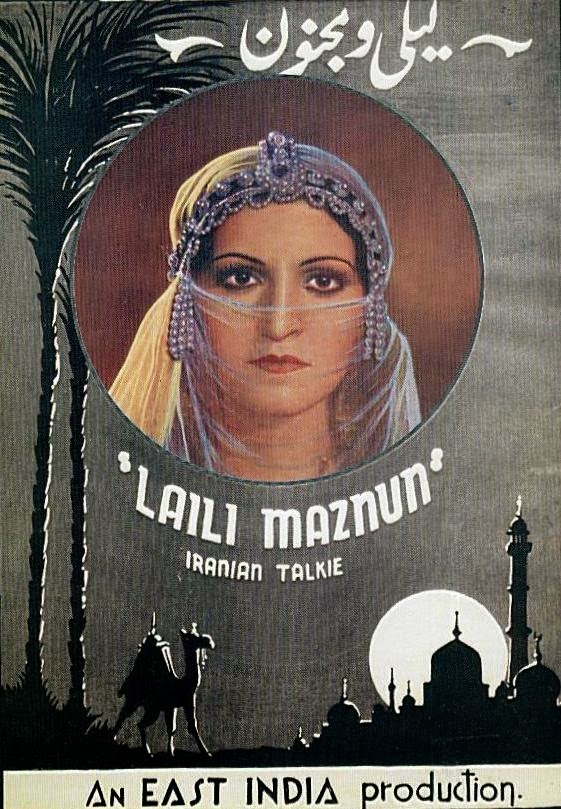
Affiche.

Leyli va Majnoun (Leyli et Majnoun ; en persan: لیلی و مجنون) est un film iranien réalisé par Abdolhossein Sepanta en 1937.
Il s’agit d’une toute première adaptation cinématographique du recueil de poèmes de Hakim Nezami Ganjavi, le célèbre poète persan, d'après l'histoire populaire de Majnoun et Leila. Le film a été produit par la compagnie indienne d'East India (Kolkata).

## Synopsis
L’amour idyllique et fervent d’un jeune bédouin arabe nommé Gheys pour Leyli, la fille d’une famille riche d’un tribut arabe. La folle passion de Gheys lui vaut le surnom de Majnoun, qui veut dire « fou » en arabe. Sepanta en fait une histoire d’amour où l’accent est mis sur la pureté et la véracité d’une grande passion inégalée.

## Fiche technique
- Titre original : Leyli va Majnoun
- Titre français : Leyli et Majnoun
- Réalisateur : Abdolhossein Sepanta
- Producteur : B. L. Lemka
- Musique : Colonel Ali Naghi Vaziri
- Pays :  Iran
- Année de production : 1937
- Langue : persan

## Distribution
- Abdolhossein Sepanta
- Fakhrozaman Jabar Vaziri
- Mohammad Hossein Kermanshahi
- Abed Shirazi
- Marker
- Manouchehr Araian
- Bagher Basravi
- Zahed Basravi
- Lornin